# Велике Заросле
Велике Заро́сле (рос. Большое Зарослое) — присілок у складі Білозерського району Курганської області, Росія. Адміністративний центр Зарослинської сільської ради.
Населення — 144 особи (2010, 183 у 2002).